# 科特桑德桑 (密蘇里州)
科特桑德桑（英語：Cote Sans Dessein）是位於美國密蘇里州卡勒韋縣的鬼鎮。

## 歷史
科特桑德桑的郵局於1818年設立，其後於1907年停運。

## 地理
科特桑德桑所處的海拔為高於海平面186米（即610英呎），而該地所採用的時區為UTC-6，即北美中部時區（CST）。同時該地設有夏令時間，為UTC-6調快一小時，即UTC-5（CDT）。